# Thomas Engeser

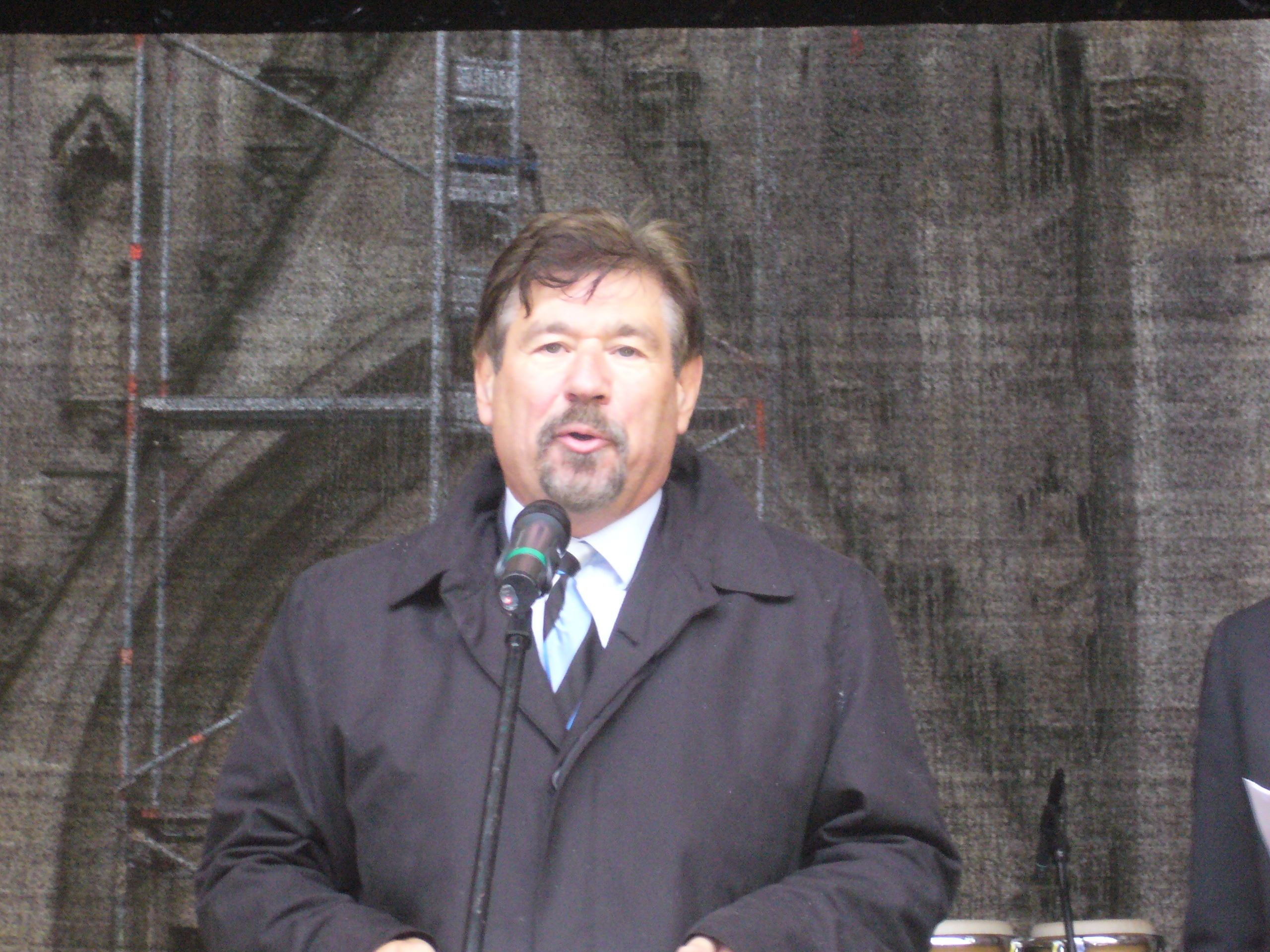
Thomas Engeser bei den Feierlichkeiten zu fünf Jahren Ringzug (2008)

Thomas J. Engeser (* 15. September 1948 in Rottweil) ist ein parteiloser Kommunalpolitiker und war von 2001 bis 2009 Oberbürgermeister seiner Heimatstadt Rottweil.

## Biographie
Nach dem Abitur 1969 am Leibniz-Gymnasium in Rottweil studierte Engeser Rechtswissenschaft an der Eberhard-Karls-Universität Tübingen und schloss sein Studium 1975 mit dem Ersten juristischen Staatsexamen ab.
Nach dem zweiten Staatsexamen 1979 arbeitete er als Rechtsanwalt in Bodelshausen.
In seiner Amtszeit als Oberbürgermeister konnte Engeser unter anderem eine neue Rottweiler Stadthalle eröffnen. Er gehört als Mitglied der Freien Wähler dem Kreistag des Landkreises Rottweil sowie der Regionalversammlung Schwarzwald-Baar-Heuberg an. Unter politischen Druck geriet er, als er beim Thema Gefängnis-Neubau die Gefährlichkeit der dort Inhaftierten wie folgt relativieren wollte: „Ich rede ja nicht von normalen Straftätern wie zum Beispiel von Ehemännern, die ihre Frauen vergewaltigen.“ Nach diesen umstrittenen Äußerungen kündigten die Freien Wähler an, Engeser bei der nächsten Oberbürgermeisterwahl 2009 nicht mehr unterstützen zu wollen. Er trat für eine zweite Amtsperiode bei der Wahl am 5. April 2009 an und unterlag im ersten Wahlgang mit 26,2 % der Stimmen dem ebenfalls parteilosen Ralf Broß, der 58,6 % erhielt und von CDU und SPD unterstützt wurde.
Thomas Engeser ist katholisch und verheiratet, lebt jedoch getrennt und hat eine neue Lebenspartnerin. Engeser hat einen erwachsenen Sohn. 
Er war von 2005 bis 2017 Vorsitzender des DRK-Kreisverbandes Rottweil.